# Schizma narodowa

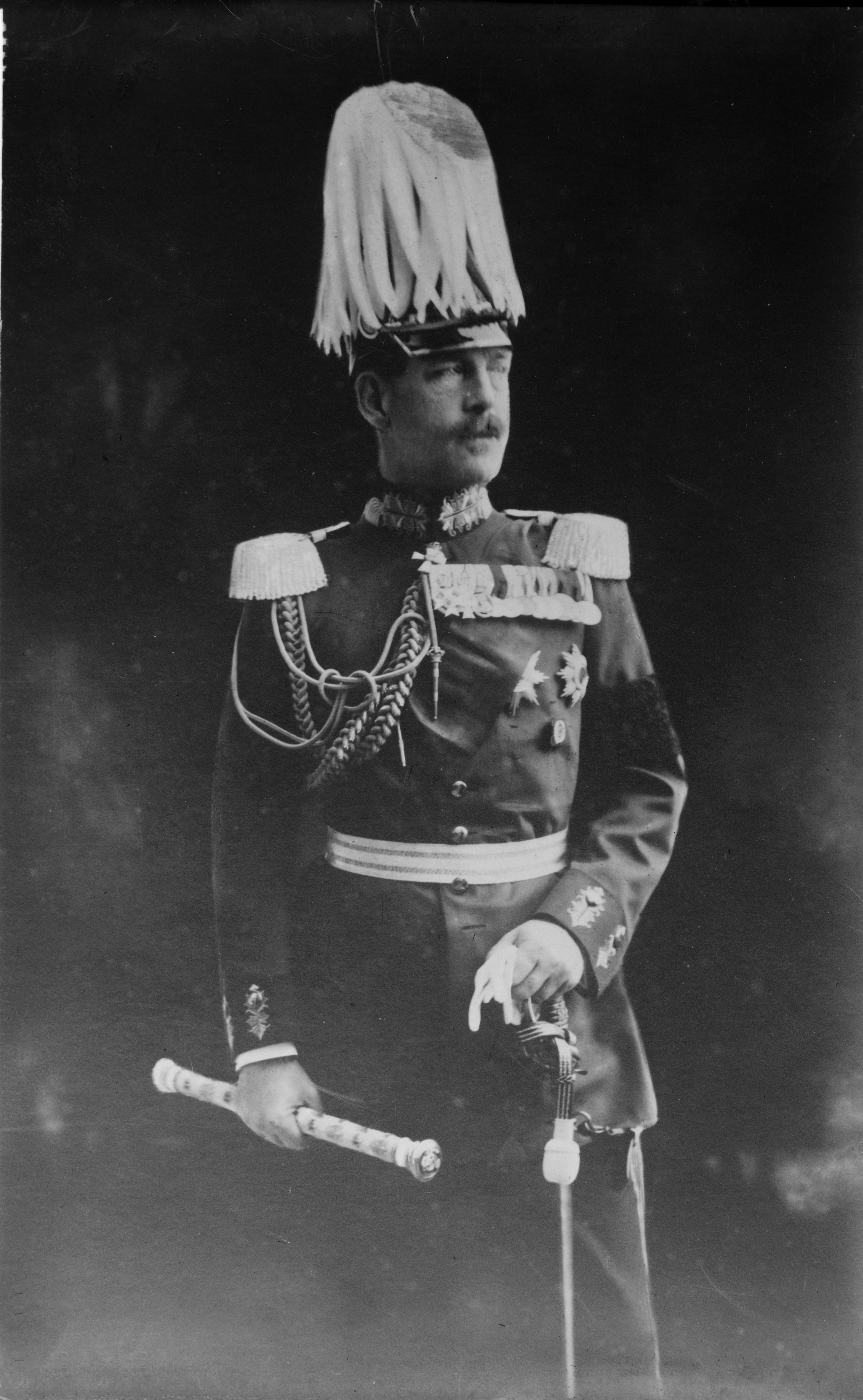
Konstantyn I Grecki

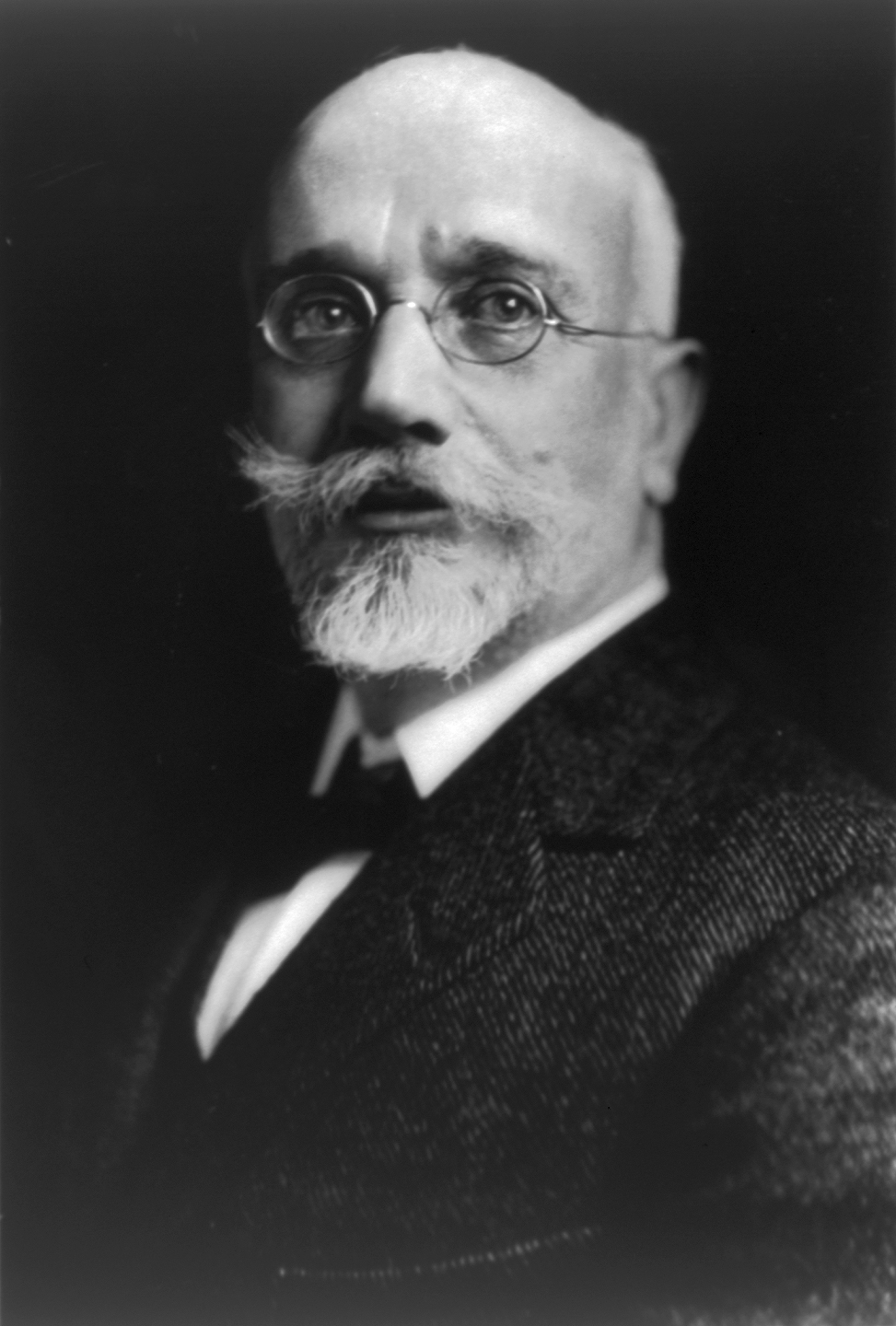
Elefterios Wenizelos

Schizma narodowa (gr. Εθνικός Διχασμός, Ethnikos Dichasmos) – określenie konfliktu między królem Konstantynem I a Elefteriosem Wenizelosem i jego zwolennikami, jaki rozgrywał się między 1915 a latem 1917. Przyczyną konfliktu były rozbieżne wizje polityki zagranicznej kraju – Wenizelos opowiadał się za ścisłym sojuszem z krajami Ententy, podczas gdy król reprezentował stanowisko proniemieckie.
W sierpniu 1916 grupa oficerów ogłosiła powstanie niezależnego od monarchy rządu greckiego, do którego we wrześniu tego samego roku dołączył Wenizelos. W tym samym czasie alianci zastosowali wobec Grecji blokadę morską, której celem było zmuszenie króla Konstantyna, by zezwolił na swobodne poruszanie się ich wojsk po kraju. Ostatecznie w czerwcu 1917 Konstantyn ustąpił na rzecz syna Aleksandra. Do władzy de facto doszli wówczas wenizeliści.

## Tło historyczne
Od 1913 Grecja pozostawała w sojuszu wojskowym z Serbią, utrzymywała również pozytywne stosunki z Rosją. W związku z tym wydawało się jasnym, że w konflikcie europejskim stanie po stronie Ententy. Wenizeliści byli zdania, że opowiedzenie się za państwami Trójprzymierza będzie oznaczało okrążenie Grecji i zablokowanie jej portów. Elefterios Wenizelos był ponadto zwolennikiem Wielkiej Idei, co sugerowałoby przyszły wybuch wojny grecko-tureckiej. Jednak po wybuchu I wojny światowej okazało się, że wizje dalszej polityki zagranicznej lansowana przez rząd i przez dwór Konstantyna I są całkowicie rozbieżne. Wykształcony w Niemczech, żonaty z niemiecką księżniczką Zofią Konstantyn I reprezentował stanowisko proniemieckie, podczas gdy Wenizelos opowiadał się za sojuszem z Ententą i składał jej członkom deklaracje, że Grecja poprze politycznie i militarnie ich działania.

## Początek schizmy narodowej
W 1915, po opracowaniu planu operacji dardanelskiej, znaczenie strategiczne Grecji znacząco wzrosło. Państwa Ententy obiecały Grecji, w zamian za pomoc, przyznanie pozostałej części Epiru i Smyrny. Udziałowi Grecji w operacji sprzeciwiła się jednak Rosja, która nie życzyła sobie, by kraj ten w przyszłości mógł przejąć Konstantynopol. Dodatkowo Wenizelos obawiał się agresji ze strony pozostającej w sojuszu z Turcją Bułgarii. Król odmówił premierowi udziału w operacji dardanelskiej, czego konsekwencją było odejście Wenizelosa z funkcji szefa rządu. Nowym premierem został reprezentant opcji proniemieckiej Dimitrios Gunaris. W przyspieszonych wyborach zwyciężyli jednak zwolennicy Wenizelosa. 4 października 1915 Wenizelos zapowiedział przystąpienie Grecji do wojny po stronie Ententy. Zwrócił się również do Wielkiej Brytanii i Francji z prośbą o skierowanie do Salonik sił ekspedycyjnych, które mogłyby razem z Grekami walczyć przeciwko Turcji i Bułgarii. W 1915 w Salonikach wylądowała Armia Orientu gen. Maurice’a Sarraila w sile 75 tys. żołnierzy. Wenizelos w swojej działalności był popierany przez parlament, jednak król po raz drugi zmusił go do podania się do dymisji. Nowym premierem ponownie został polityk proniemiecki, Stefanos Skulidis.
Skulidis oddał w maju 1916 fort Rupel na rzece Strumie Niemcom i Bułgarom, przez co kraje Ententy oskarżyły Grecję o zdradę układów sojuszniczych zawartych jeszcze w XIX stuleciu. Siły brytyjskie i francuskie zajęły port Pireus oraz wyspy Korfu i Chios. Wydane zostało ultimatum, żądające od króla Konstantyna I usunięcia premiera Skulidisa ze stanowiska i zdemobilizowania greckich sił zbrojnych. Monarcha przyjął ultimatum, zaapelował jednak do żołnierzy greckich o zachowanie wierności wobec siebie.
W sierpniu tego samego roku wojska niemieckie i bułgarskie podjęły w Macedonii ofensywę, zajmując Dramę, Seres i Kawalę. W związku z tym grupa oficerów walczących w Macedonii, z poparciem aliantów, ogłosiła niezależność regionu od rządu królewskiego. 27 września 1916 akces do obozu zbuntowanych wojskowych ogłosił Elefterios Wenizelos, wydając odezwę do narodu, by ten sprzeciwił się polityce królewskiej. Następnie ten sam polityk ogłosił powstanie rządu tymczasowego z siedzibą w Salonikach i poparcie przezeń aliantów. Państwa Ententy nie uznały rządu Wenizelosa, ale wykorzystując jego faktyczne funkcjonowanie wywierały nacisk na króla.

## Dalszy przebieg wydarzeń i abdykacja Konstantyna I
Aby naciski wywierane na Konstantyna I stały się skuteczniejsze, sprzymierzeni podjęli blokadę morską Grecji. Król zgodził się na swobodne poruszanie się wojsk angielskich i francuskich po Grecji. Francuski senator Célestin Jonnart, mianowany wysokim komisarzem ds. Grecji, zażądał wprost od monarchy abdykacji. W czerwcu 1917 Konstantyn I zrezygnował ze sprawowania władzy, przekazując ją młodszemu synowi Aleksandrowi. Moment ten zakończył schizmę narodową. Po wyjeździe byłego króla Wenizelos wrócił do Aten pod eskortą wojsk francuskich i objął faktyczne rządy w kraju – nowy władca, niedoświadczony politycznie, miał do niego całkowite zaufanie. Pod rządami Wenizelosa Grecja pozostawała w ścisłym sojuszu z krajami Ententy.